# Okółek (wieś)
Okółek – wieś w Polsce położona w województwie podlaskim, w powiecie sejneńskim, w gminie Giby. Leży nad Czarną Hańczą.
| SIMC    | Nazwa  | Rodzaj    |
| ------- | ------ | --------- |
| 1011320 | Hańcza | część wsi |

W latach 1975–1998 miejscowość administracyjnie należała do województwa suwalskiego.